# Josh Acheampong
Joshua Kofi Acheampong (sinh ngày 5 tháng 5 năm 2006) là cầu thủ bóng đá người Anh thi đấu ở vị trí trung vệ và hậu vệ cánh phải cho câu lạc bộ Chelsea.

## Sự nghiệp câu lạc bộ
Acheampong sinh tại London trong một gia đình có gốc Ghana.
Ngày 2 tháng 5 năm 2024, Acheampong có trận đấu chuyên nghiệp đầu tiên khi vào sân ở phút 85 trận thắng 2-0 trên sân Stamford Bridge trước Tottenham Hotspur tại Premier League. Sau khi có mặt trong chuyến du đấu của đội một Chelsea tại Mỹ trước mùa giải 2024-25, Acheampong có trận đấu đầu tiên trong mùa giải mới khi Chelsea đè bẹp Barrow 5-0 tại vòng ba Cúp EFL 2024–25 ngày 24 tháng 9.
Ngày 4 tháng 1 năm 2025, Acheampong có trận ra mắt ở Premier League và xuất phát ngay từ đầu gặp Crystal Palace. Trận đấu kết thúc với tỉ số 1-1 và anh được huấn luyện viên Enzo Maresca khen ngợi là cầu thủ xuất sắc nhất trận đấu. Anh lại được huấn luyện viên Maresca khen ngợi trong chiến thắng 3-0 tại trận tứ kết lượt đi UEFA Conference League với Legia Warsaw.

## Danh hiệu
Chelsea
- UEFA Conference League: 2024–25